# Jürgen Cierniak
Jürgen Cierniak (* 12. April 1956 in Moers) ist ein deutscher Jurist und ehemaliger Richter am Bundesgerichtshof.

## Leben
Nach dem zweiten Staatsexamen fand er im April 1985 zunächst als
Proberichter bei der Staatsanwaltschaft Mainz Verwendung. In den Folgejahren arbeitete er am Landgericht Mainz, beim Ministerium der Justiz Rheinland-Pfalz und an den Amtsgerichten Alzey und Worms. Im März 1990 wurde er zum Richter am Amtsgericht Worms ernannt. 
Bereits einen Monat später wurde er an das Ministerium der Justiz Rheinland-Pfalz abgeordnet, wo er als Referent in verschiedenen Bereichen tätig war. Im Mai 1991 erfolgte seine Beförderung zum Regierungsdirektor. Von Januar 1998 bis Dezember 2000 war er als wissenschaftlicher Mitarbeiter an den Bundesgerichtshof abgeordnet. Während dieser Zeit wurde er in den Rang eines Ministerialrats erhoben. Im Januar 2001 wurde er an das Pfälzische Oberlandesgericht Zweibrücken berufen, wo er dem 3. Zivilsenat angehörte und Referent in der Verwaltungsabteilung war.
Im Jahre 2003 wurde er auf Vorschlag des damaligen Justizministers Herbert Mertin zum Richter am Bundesgerichtshof gewählt. Hier wurde er zunächst dem IX. Zivilsenat zugewiesen. Am 1. April 2008 wechselte er zum 2. Strafsenat. Seit dem 1. April 2010 gehörte er dem 4. Strafsenat an. Zudem war er zeitweise dem III. Zivilsenat für solche Verfahren zugeteilt, die Klagen auf Entschädigung wegen überlanger Gerichtsverfahren und strafrechtlicher Ermittlungsverfahren (§ 201 GVG) betreffen.
Cierniak trat am 7. Juli 2020 in den Ruhestand. Von der 51. bis zur 53. Auflage bearbeitete er zusammen mit Lutz Meyer-Goßner den während dieser Zeit nach letzterem benannten Kommentar zur Strafprozessordnung.